# رفيع آباد (قلعة خواجة)
رفيع آباد (بالفارسية: رفیعی‌آباد) هي منطقة سكنية تقع في إيران في قسم قلعة خواجة الريفي. يقدر عدد سكانها بـ 124 نسمة بحسب إحصاء 2016.